# 喬帕敦 (馬里蘭州)
喬帕敦（英語：Joppatowne）是位於美國馬里蘭州哈福德縣的一個普查規定居民點。

## 人口
根據2020年美國人口普查的數據，喬帕敦的面積為19.13平方千米，當中陸地面積為17.40平方千米，而水域面積為1.70平方千米。當地共有人口13425人，而人口密度為每平方千米701.78人。